# كفير أبو سربوط
كفير أبو سربوط هي منطقة تقع في محافظة مادبا شمال غرب الأردن. 